# Susanne Andersen
Susanne Andersen (* 23. Juli 1998 in Stavanger) ist eine norwegische Radrennfahrerin.

## Sportliche Laufbahn
2015 wurde Susanne Andersen zweifache norwegische Junioren-Meisterin, im Einzelzeitfahren sowie im Cyclocross und wurde im Straßenrennen der Juniorinnen bei der Straßen-WM Fünfte. Im Jahr darauf erhielt sie einen Vertrag beim UCI Women’s Team Hitec Products und belegte im Straßenrennen der Juniorinnen bei den Straßenradsport-Weltmeisterschaften 2016 in Doha Rang drei. Bei nationalen Junioren-Meisterschaften errang sie die Titel im Straßenrennen sowie im Einzelzeitfahren. 2017 gewann sie bei den Straßen-Europameisterschaften im Straßenrennen der U23 Silber.
Wenige Wochen später belegte Andersen bei den Straßenweltmeisterschaften 2017 vor heimischem Publikum in Bergen Rang sieben im Straßenrennen der Frauenelite. Bei der Ladies Tour of Norway war sie 2019 mit Platz 27 beste Norwegerin. 2023 wurde sie norwegische Straßenmeisterin und belegte bei der Ronde van Drenthe Rang zwei. Bei der Ronde de Mouscron gewann sie 2025 erstmals ein internationales Eintagesrennen.

## Erfolge
2015
- Norwegische Junioren-Meisterin – Einzelzeitfahren
- Norwegische Meisterin (U23) – Querfeldeinrennen

2016
- Juniorinnen-Weltmeisterschaft – Straßenrennen
- eine Etappe Albstadt-Frauen-Etappenrennen (Juniorinnen)
- Norwegische Junioren-Meisterin – Straßenrennen, Einzelzeitfahren

2017
- Europameisterschaft (U23) – Straßenrennen
- Norwegische Meisterin – Kriterium[1]

2019
- Beste Norwegerin Ladies Tour of Norway

2023
- Norwegische Meisterin – Straßenrennen

2025
- Ronde de Mouscron
- Antwerp Port Epic